# روبرت أ. سوترمايستر
روبرت أ. سوترمايستر (بالإنجليزية: Robert A. Sutermeister)‏ هو أستاذ جامعي واقتصادي أمريكي، ولد في 25 أغسطس 1913 في كانساس سيتي في الولايات المتحدة، وتوفي في 12 مايو 2008 في سياتل في الولايات المتحدة.